# Oita (cidade)
Ōita (大分市, Ōita-shi) é a capital da prefeitura de Ōita., localizada na ilha de Kyushu, Japão.

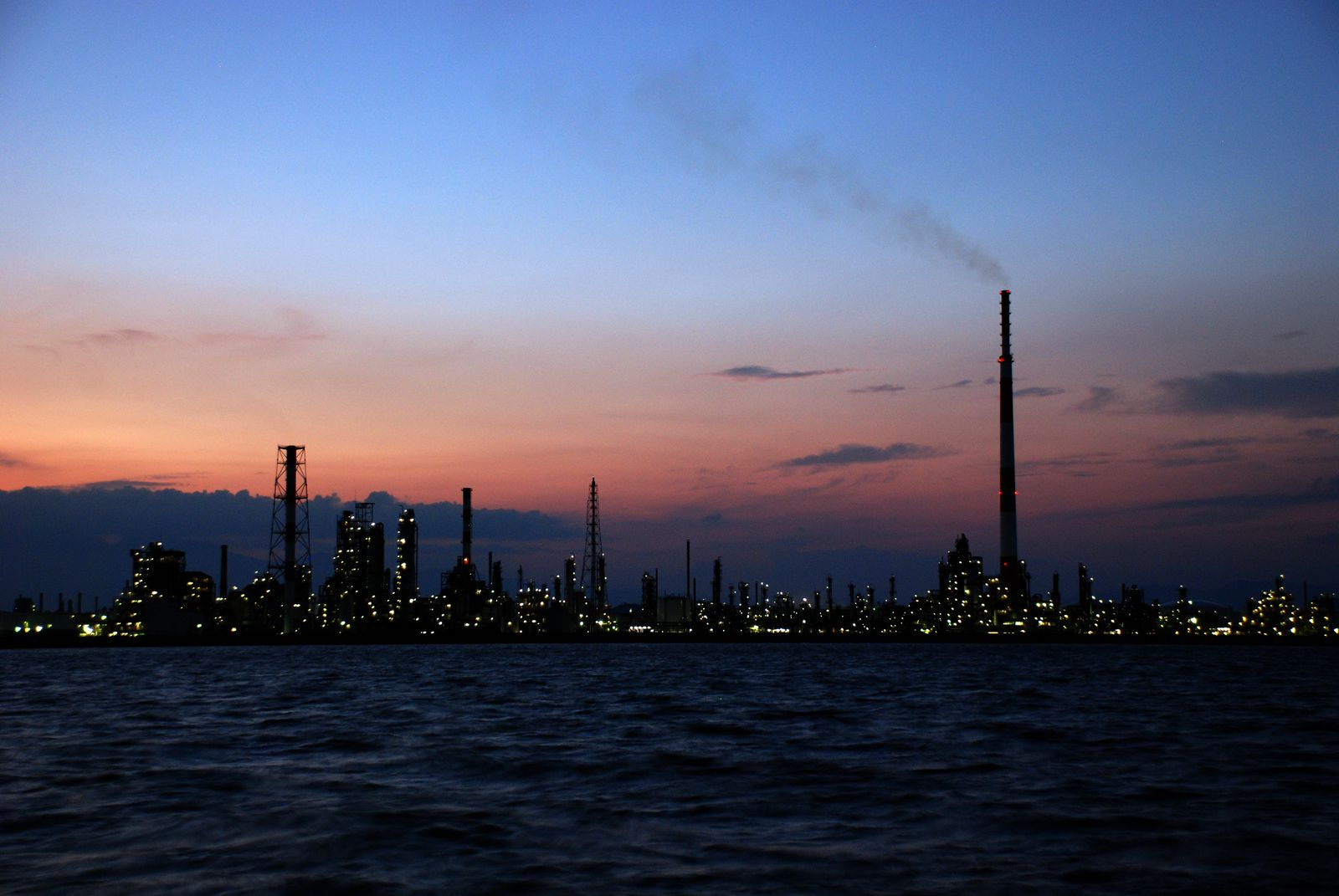
Panorama noturno da região industrial de Ōita

Em 2019 a cidade tinha uma população estimada em 477 715 habitantes e uma densidade populacional de 950 habitantes/km². Tem uma área total de 502.38 km².
Recebeu o estatuto de cidade a 1 de Abril de 1911.

## Cidades-irmãs
- Vitória, Brasil
- Aveiro, Portugal
- Wuhan, China
- Austin, Estados Unidos
- Guangzhou, China